# Olympische Jugend-Sommerspiele 2014/Teilnehmer (Tschad)
| Gelbes Symbol für Goldmedaillen mit stilisierten Olympischen Ringen | Graues Symbol für Silbermedaillen mit stilisierten Olympischen Ringen | Braundes Symbol für Bronzemedaillen mit stilisierten Olympischen Ringen |
| ------------------------------------------------------------------- | --------------------------------------------------------------------- | ----------------------------------------------------------------------- |
| —                                                                   | —                                                                     | —                                                                       |

Die Jugend-Olympiamannschaft des Tschad für die II. Olympischen Jugend-Sommerspiele vom 16. bis 28. August 2014 in Nanjing (Volksrepublik China) bestand aus zwei Athleten.

## Athleten nach Sportarten

### Leichtathletik
| Mädchen - Mazou Abba Koura Halime 100 m: 19. Platz 8 × 100 m Mixed: 19. Platz | Jungen - Haroune Daye Abraham 200 m: disqualifiziert (Finale) 8 × 100 m Mixed: 18. Platz |